# Magneet (rijwielmerk)

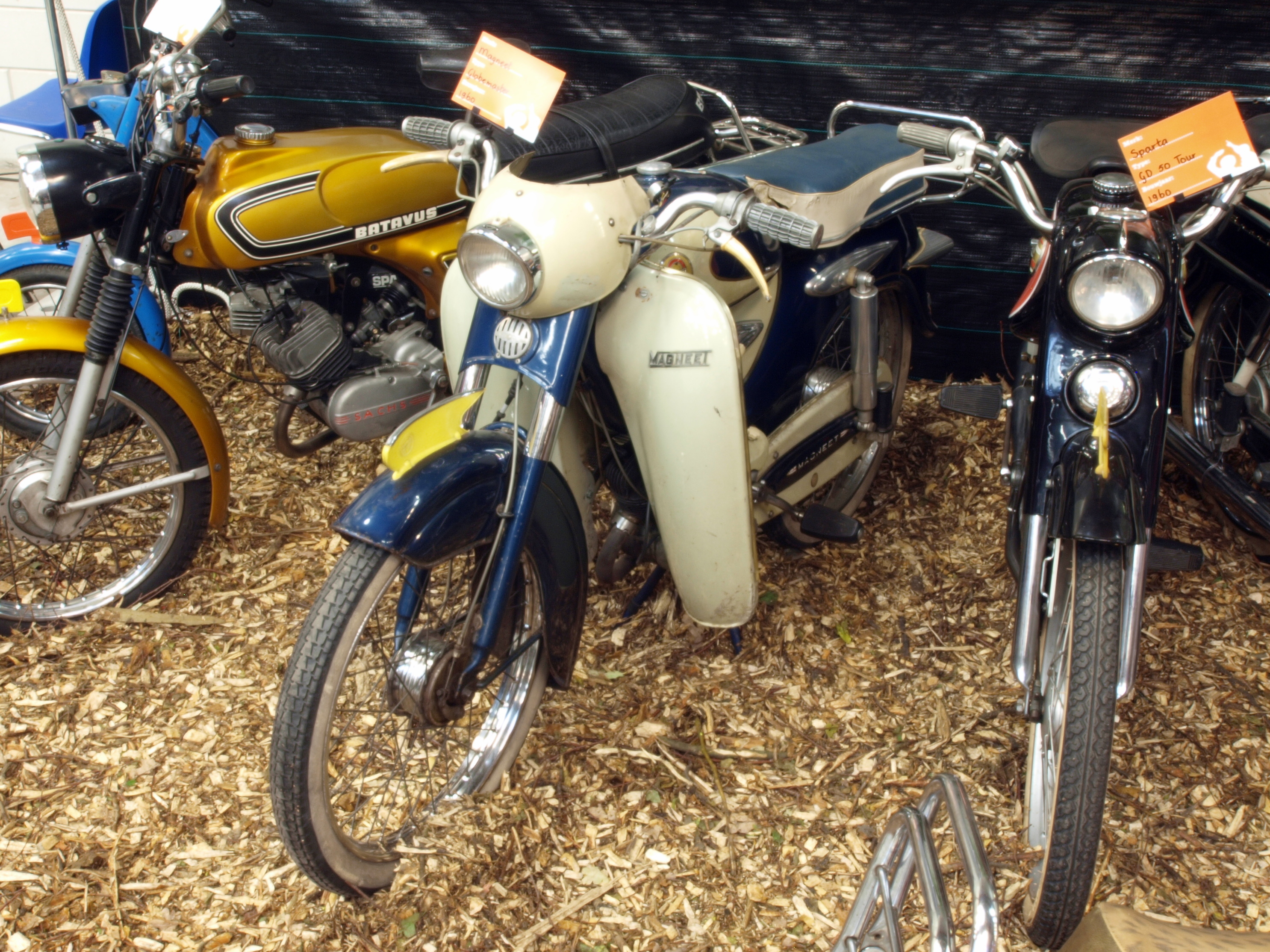
Een Magneet Globemaster type 5 brommer (1961-1962)

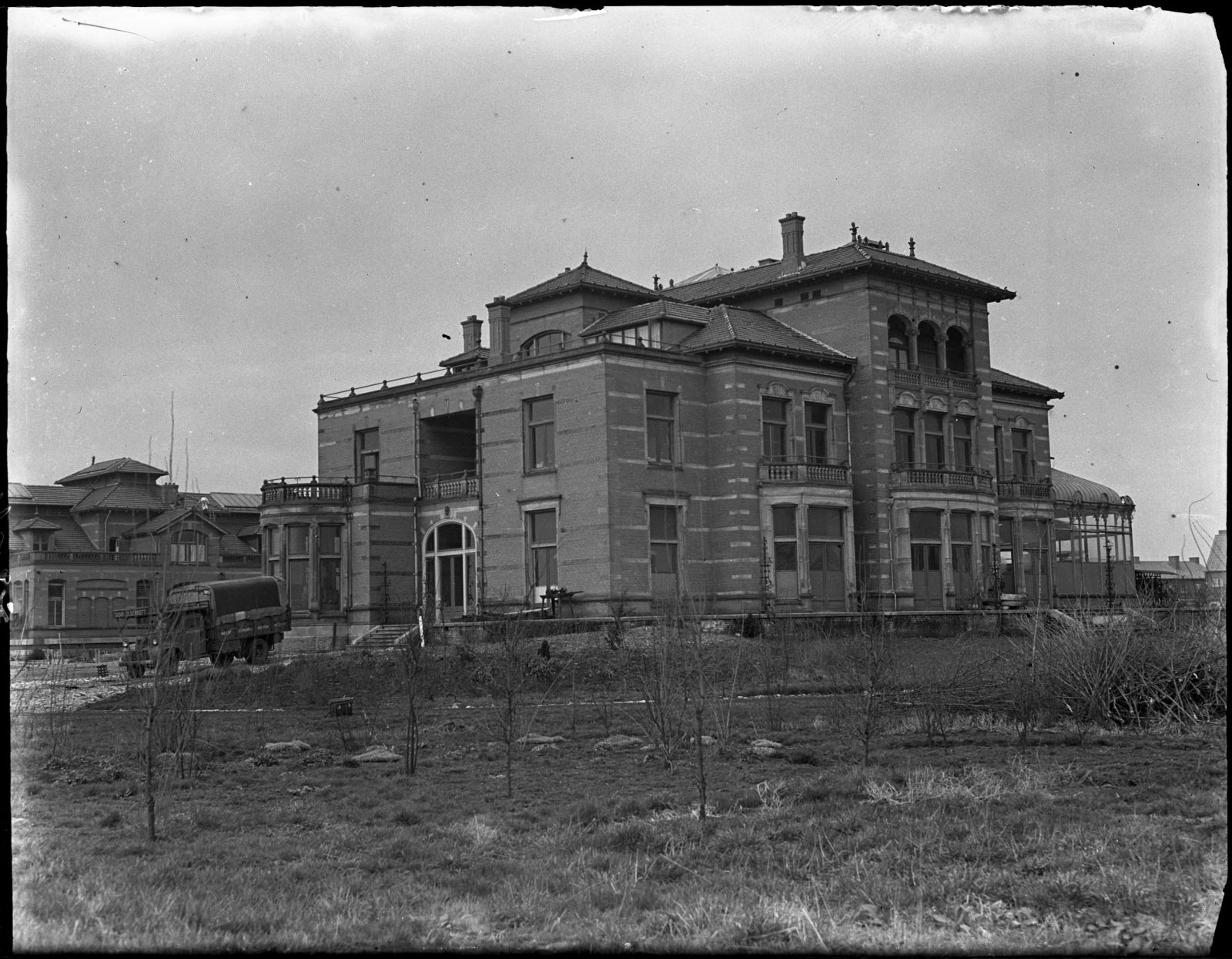
Villa Casparus te Weesp, waar Magneet na de oorlog was gevestigd (1950)

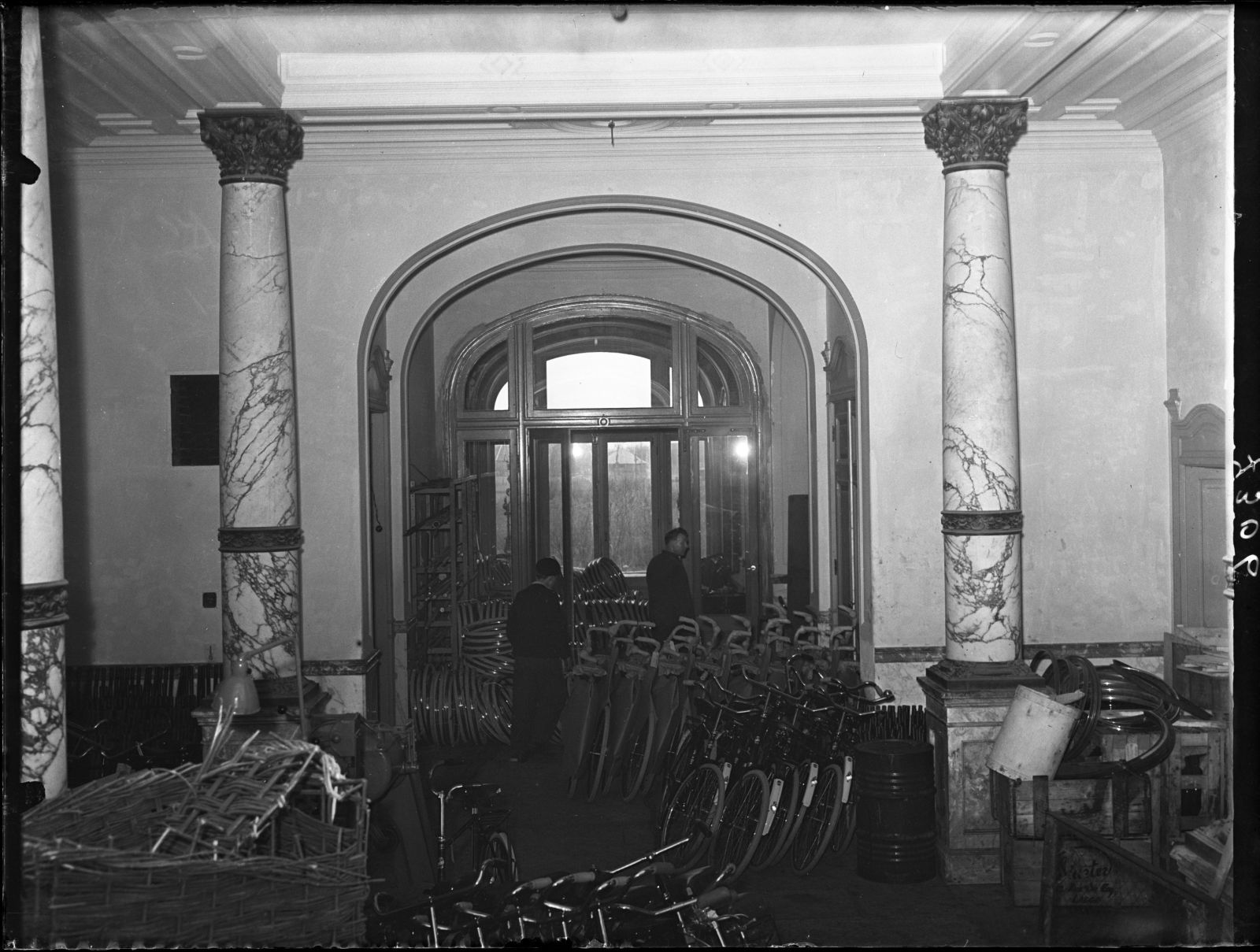
Kijkje in de fabriek (1950)

Magneet (Rijwielen- en Motorenfabriek N.V.) is een historisch Nederlands merk van bromfietsen en fietsen uit Weesp. 
In 1909 begonnen Leman Velleman en Abraham Verdoner aan de Prins Hendrikkade in Amsterdam met de verkoop van fietsen van het Engelse
merk The Magnet. In 1922 namen zij Jacobus van den Berg in dienst, die in Engeland ervaring had opgedaan in de rijwielbranche. Hij zette in de Gieterstraat in Amsterdam een kleine fabriek op waar fietsen gemaakt werden. In 1923 stapte het bedrijf volledig over op het maken van rijwielen en ging verder als N.V. Velleman & Verdoner's Rijwielindustrie.
In 1926 verhuisde het bedrijf na een brand naar een modern fabrieksgebouw aan de Asterweg in Amsterdam-Noord. Als merknaam werd nu het Nederlandse "Magneet" gevoerd. In 1928 werd de fabriek opnieuw door brand getroffen. Nu verhuisde de productie naar een leegstaande blikfabriek aan de Van Houtenlaan/Groenesingel in Weesp. In 1932 nam Van den Berg het aandelenbelang van Velleman over en vormde samen met Gerrit Verdoner, de zoon van Abraham, de directie. In de jaren dertig bouwde Magneet ook racefietsen, onder andere voor Cor Blekemolen. De eerste Nederlandse wielerploeg werd door het bedrijf gesponsord en na de oorlog zijn bijvoorbeeld Wout Wagtmans, Jo de Roo en Piet van Est in Magneet-shirts actief geweest.

## Tweede Wereldoorlog
Tijdens de Duitse bezetting van Nederland kwam het bedrijf in de problemen. Er was schaarste aan onderdelen. Vennoot Gerrit Verdoner was Joods en moest onderduiken. In 1942 werden de activiteiten gestaakt, waarna het bedrijfspand werd ontruimd voor een tijdelijke Fokker fabriek, waar rompen van het Bücker Bü 181 lesvliegtuig voor de Luftwaffe werden geproduceerd. Magneet verhuisde naar een leegstaand pakhuis van de voormalige jeneverstokerij Het Anker aan de Achtergracht. Toen Gerrit Verdoner in 1947 stierf kocht Van den Berg ook diens aandelen en werd hij de enige eigenaar van Magneet. Na een brand op 21 februari 1948 verhuisde de productie opnieuw, ditmaal naar Villa Casparus aan de Korte Stammerdijk.

## Bromfietsen
In 1952 werd de bedrijfsnaam gewijzigd in Magneet Rijwielen en Motorenfabriek N.V. en begon de productie van bromfietsen. Het eerste model was voorzien van een Husqvarna-motor, maar verder werden hoofdzakelijk Sachs-motoren ingebouwd. Magneet was een van de eerste bromfietsfabrikanten die schijfremmen monteerde op zijn bromfietsen. De Cheetah van 1960 is een gezocht model. Begin jaren zeventig werd de productie van Magneet-bromfietsen beëindigd.
Jacobus van den Berg overleed in 1956 en zijn zonen Jack en Evert namen de leiding over. In 1965 werd Magneet de enige importeur 
van Peugeot bromfietsen die veel werden verkocht op de Nederlandse markt. In 1969 werd de productie van fietsen overgenomen door Batavus. Voor de helft van de 170 personeelsleden betekende dit ontslag of overplaatsing naar de Batavusfabriek in Heerenveen. Tot 1976 bleef Magneet nog bestaan als handelsonderneming van onder andere Peugeot bromfietsen.

## Trivia
- Het Museum Weesp heeft een kleine expositie over Magneet.[5]